# أليكس دايسون
أليكس دايسون (بالإنجليزية: Alex Dyson) هو مقدم برامج إذاعية أسترالي، ولد في 22 يونيو 1988 في وارنامبول في أستراليا.